# Vĩnh Chánh (Thoại Sơn)
Vĩnh Chánh is een xã in het district Thoại Sơn, een van de districten in de Vietnamese provincie An Giang in de Mekong-delta.

## Zie ook

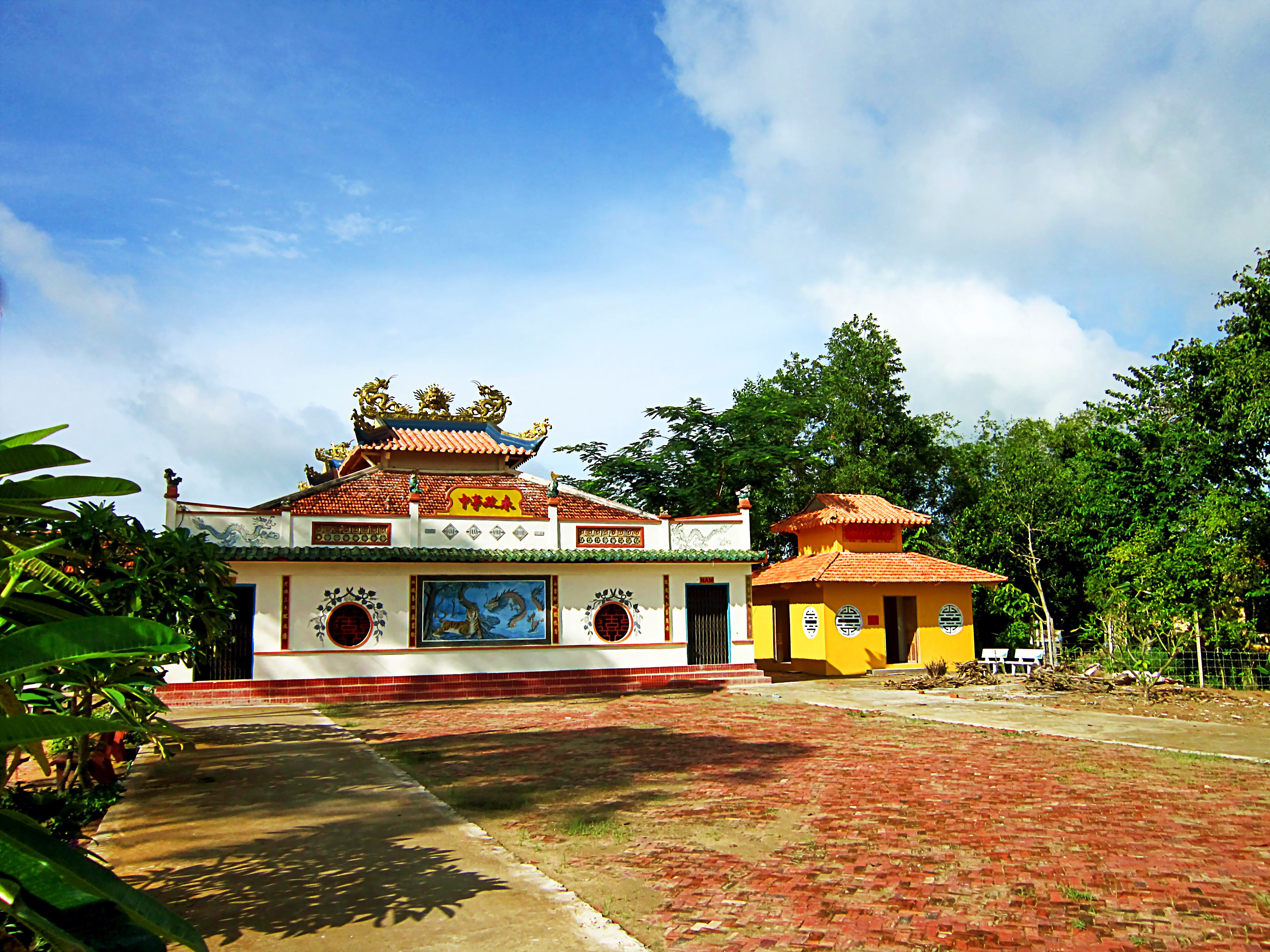